# Schloss Annabichl

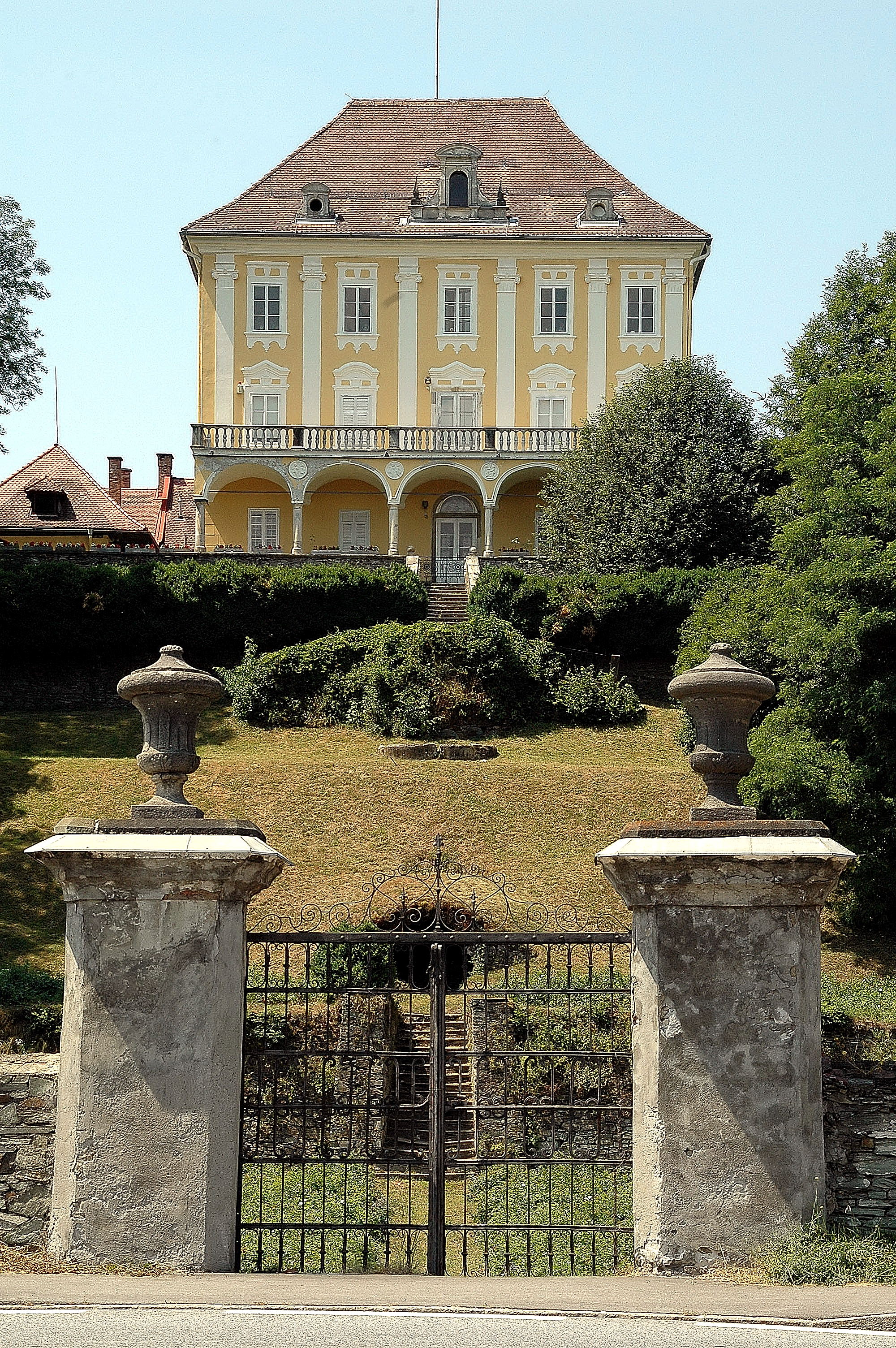
Schloss Annabichl mit Terrassengarten (2006)

Das Schloss Annabichl liegt im Norden der Stadt Klagenfurt im Bezirk Annabichl, der nach dem Schloss benannt ist. Die ostseitig ausgerichtete Hauptfassade blickt von einem zirka 30 Meter hohen Hügel über die Sankt Veiter Straße, eine wichtige Klagenfurter Einzugsstraße von Norden.

## Baugeschichte
Es wurde im Zeitraum 1580 bis 1587 von Georg von Khevenhüller für dessen zweite Frau Anna errichtet. Die Fassade wurde im Jahr 1755 barockisiert.

## Beschreibung

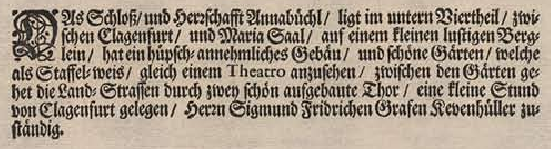
Beschreibung in Valvasors Topographia Archiducatus Carinthiae, 1688

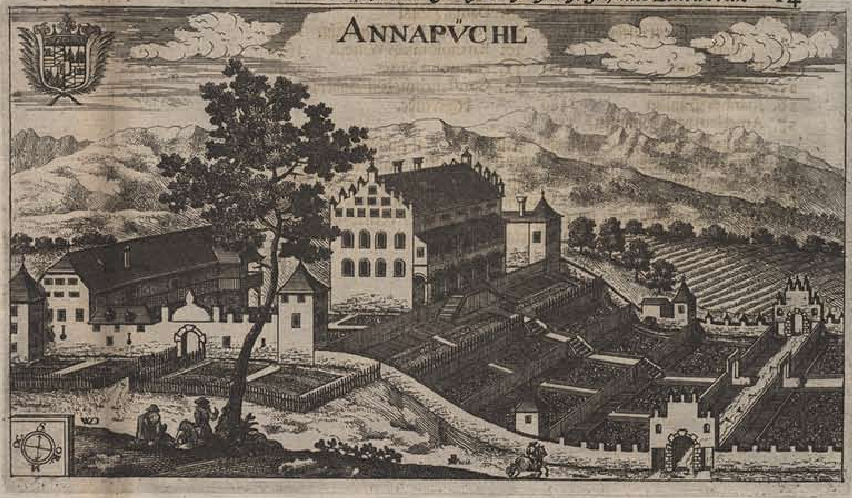
Schloss Annabichl in Valvasors Topographia Archiducatus Carinthiae completa

Das Haupthaus ist ein dreigeschoßiger Bau mit fünf Fensterachsen nach Osten. Diese Fassade ist aufwändig gestaltet, die Westfassaden dagegen sehr schlicht.
Südlich davon befindet sich eine barocke Kapelle, die der Heiligen Anna geweiht ist. Sie wurde nach dem Jahr 1774 errichtet.
Das Schloss besitzt einen historischen Terrassengarten, der bis zur St. Veiter Straße reicht. Ursprünglich dehnte sich der Garten noch weiter nach Osten aus.

## Besitzer

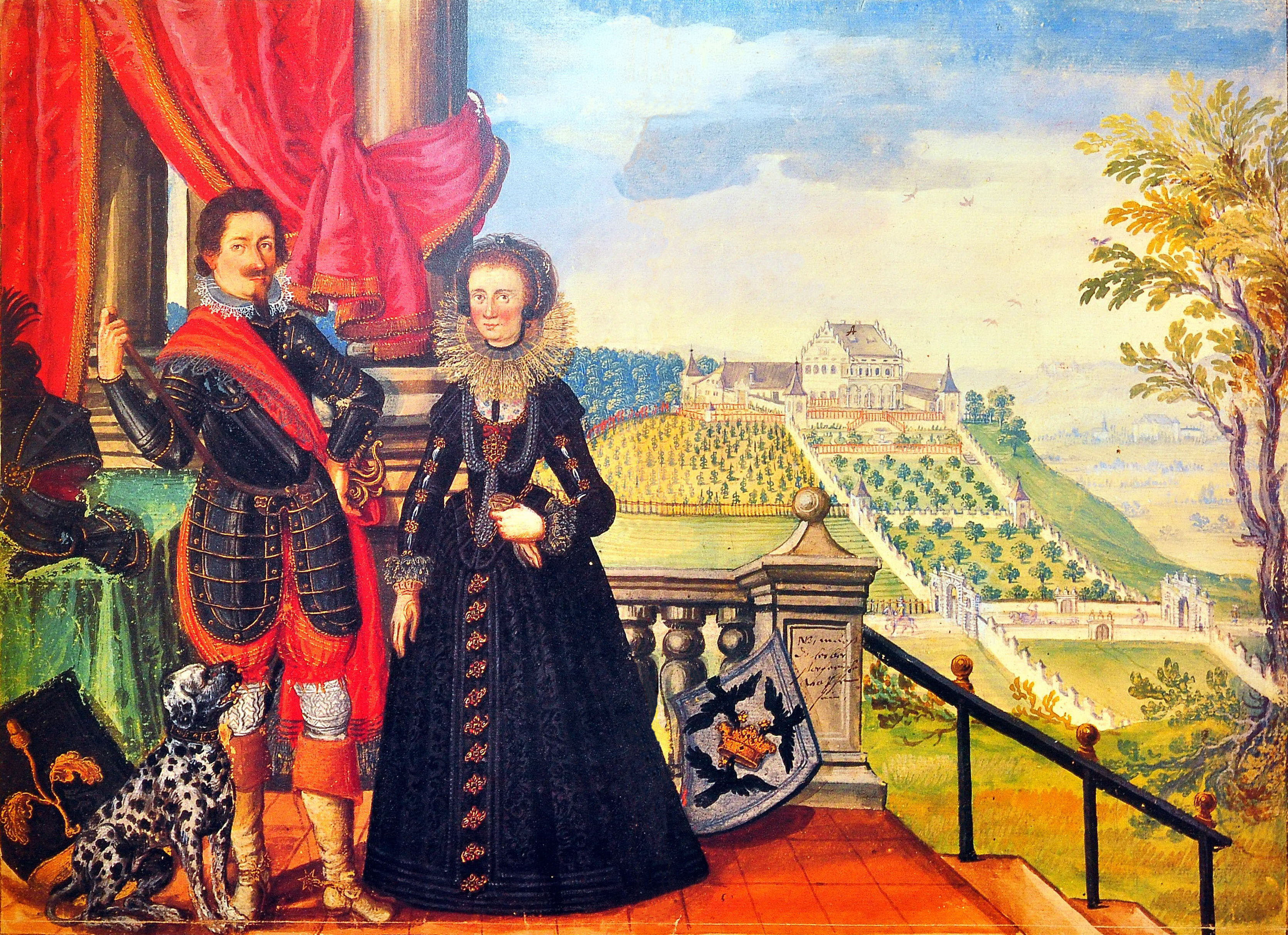
Schloss Annabichl im Jahre 1620 mit Ehepaar Khevenhüller

- ab Errichtung: Geschlecht der Khevenhüller
- 1690: Jakob von Aicholt
- 1748: Ernst Freiherr von Schneeweiß
- 1757: Graf Sobeck-Kornitz
- 1764: Johann Gottfried von Heister
- 1774: Erzherzogin Marianne, Tochter von Maria Theresia
- 1792: Paul von Dietrich
- 1798: Marianne Wawasch und Josef Knauer
- 1806: Josef Schmaus
- 1811: Fürst Franz von Rosenberg
- 1887: Josef Pamperl
- 1896: Marianna von Hardy. geb. Henriquez
- 1958: Lothar Freiherr von Sternbach
- 1960: Österreichische Jungarbeiterbewegung (ÖJAB), die es zum Europahaus machte
- heute (Stand 2019): Privatbesitz

Das Schloss wird privat genutzt und ist öffentlich nicht zugänglich.